# Worndorf
Worndorf ist ein Ortsteil von Neuhausen ob Eck im Landkreis Tuttlingen in Baden-Württemberg, Deutschland.

## Geographie

### Geographische Lage
Worndorf liegt auf der Hochfläche der Hegaualb, einem Teil der westlichen Schwäbischen Alb.

### Teilorte
Zur ehemaligen Gemeinde Worndorf gehören das Dorf Worndorf, die Weiler Danningen und Tannenbrunn, der Rößlerhof, die Streckerhöfe sowie der Wasenhof.

## Geschichte
Der Ortsname Worndorf wurde 993 erstmals urkundlich erwähnt. Ab der ersten Hälfte des 14. Jahrhunderts stand Worndorf unter der Administration des Ortsadels.
Der Ort Worndorf bildete mit Danningen bis 1806 eine eigenständige Reichsritterschaft. Herrn von Friberg/Freyberg/Frijberg/Libremonte, einem schwäbischen Adelsgeschlecht aus Eisenberg bei Füssen, waren seit 1608 im Besitz der Herrschaft und hatten die niedere Gerichtsbarkeit inne. Die Hochgerichtsbarkeit teilten sich die Grafschaften Sigmaringen und Nellenburg. Die Ortsherren residierten im Worndorfer Schloss, dem heutigen Schlossbauernhof, der seit 1872 dem Grafen Douglas auf Schloss Langenstein gehörte und sich heute in Privatbesitz befindet und von dem Eigentümer bewirtschaftet wird.
Worndorf kam 1806 an Baden und gehörte damit bis 1824 zum Amtsbezirk Meßkirch. Von 1852 bis 1936 zum Bezirksamt Stockach, anschließend erneut zum Bezirksamt Meßkirch, später zum Landkreis Stockach.
Mit der Auflösung des Landkreises Stockach am 1. Januar 1973 erfolgte die Eingemeindung nach Neuhausen ob Eck.

### Einwohnerentwicklung
Worndorf hat rund 650 Einwohner (Stand 2022).

## Kultur und Sehenswürdigkeiten

### Bauwerke
Die römisch-katholische Pfarrkirche St. Mauritius in Worndorf ist eine 1740 erbaute Barockkirche, die dem Heiligen Mauritius geweiht ist. 1988 wurde sie unter der Verantwortung des erzbischöflichen Bauamts Konstanz renoviert. Jedoch musste sie 2008 aufgrund von Baumängeln abermals renoviert und konserviert werden. Die 15 mal 10 Meter große Stuckdecke im Kirchenschiff zeigt das Martyrium des Kirchenheiligen. Sie hat einen Kälberhaarhintergrund aus der Barockzeit. Diese wurde in den 1920er-Jahren unfachmännisch mit in Kalkmörtel liegenden Weidenruten und Holzlatten ausgebessert. An den Kirchenfenstern befinden sich ebenfalls Stuckornamente.
Im alten Teil des Dorfes steht ein über 200 Jahre altes Schlösschen. Es wurde von unbekannten Adligen erbaut, gehörte lange den badischen Grafen Douglas-Langenstein und ist heute in Privatbesitz.

### Sport
Worndorf verfügt über einen Sportplatz des FC Schwandorf-Worndorf, ein Beach-Volleyballfeld und einen Skater-Platz mit Quarter-Pipe, Basketballkorb und Tischtennisplatte.

### Regelmäßige Veranstaltungen

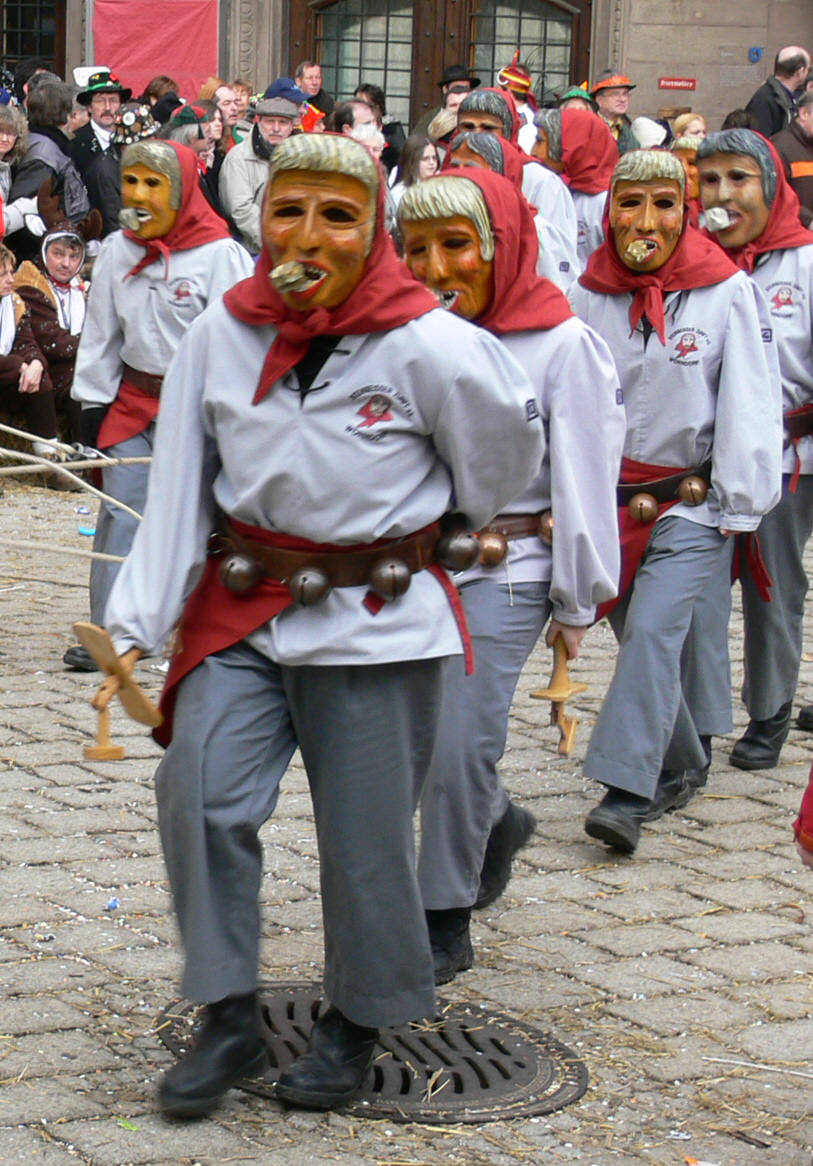
Steinbeisserzunft Worndorf

Bei der schwäbisch-alemannischen „Fasnet“ spielt die Narrenfigur Steinbeisser eine wichtige Rolle. „Steinbeisser“, als Neckname für die Bewohner Worndorfs, sagt man von alters her in Anlehnung an den Ausspruch „Viel Steine gab’s und wenig Brot“, weil die Äcker im Gegensatz zu denen der umliegenden Gemeinden in gleicher Höhenlage schon immer sehr steinig waren.

## Politik

### Ortsvorsteher
Die Ortsvorsteherin heißt Nicole Weikart (Stand 2022).

### Wappen
| Wappen von Worndorf | Blasonierung: „In geteiltem Schild oben in Silber (Weiß) ein schwebendes schwarzes Tatzenkreuz, unten in Gold (Gelb) drei (2:1) blaue Kugeln.“                                                             |
| Wappen von Worndorf | Wappenbegründung: Das Tatzenkreuz steht für den hl. Mauritz, Schutzpatron der hiesigen Kirche und die drei blauen Kugeln entstammen dem Wappen der früheren Herrscher der Gegend, die Grafen von Freyberg. |

## Wirtschaft und Infrastruktur

### Verkehr
Die Bundesstraße 311 führt durch das Dorf.

## Persönlichkeiten
Der Automobilrennfahrer Pascal Wehrlein stammt aus und lebt in Worndorf.